# Rafael Rodríguez Barrera
Rafael Rodríguez Barrera (San Francisco de Campeche, Campeche; 1 de febrero de 1937-Ciudad de México, 3 de diciembre de 2011) fue un abogado y político mexicano, miembro del Partido Revolucionario Institucional, presidente municipal de la ciudad de Campeche (1965-66), gobernador del estado de Campeche, Diputado (1970-73) y (2000-2003), secretario de la Reforma Agraria y embajador de México en Israel de 1993 a 1996.

## Biografía
Rafael Rodríguez Barrera ocupó destacados cargos en el gobierno mexicano, en 1973 fue postulado y electo gobernador de Campeche, posteriormente en 1986 fue nombrado secretario de la Reforma Agraria en el gobierno de Miguel de la Madrid en sustitución de Luis Martínez Villicaña que había sido elegido gobernador de Michoacán, al inicio del gobierno de Carlos Salinas de Gortari fue designado secretario general del Comité Ejecutivo Nacional del PRI que presidía Luis Donaldo Colosio, y cuando este dejó el cargo para ser secretario de Desarrollo Social fue nombrado presidente nacional del PRI hasta la elección de Genaro Borrego Estrada. Electo diputado federal a la LVIII Legislatura de 2000 a 2003, fue coordinador de los diputados del PRI durante los dos últimos años de la Legislatura y en 2005 fue nombrado presidente de la Comisión para el Proceso Interno del PRI que condujo la elección del candidato a la Presidencia de la República.
Inicia su trayectoria política en Campeche desde 1959 como Secretario del Ayuntamiento de Campeche, posteriormente Jefe de la Policía, Presidente Municipal de Campeche (1964-65), Secretario General de Gobierno, cuando era Gobernador Carlos Sansores Pérez, 1967-1970; Diputado Federal de la XLIII Legilatura 1970-1973; Candidato a Gobernador y Gobernador de Campeche 1973-1979. Diputado Federal en la LVIII Legislatura 2000-2003. Coordinador de la Fracción Priísta de dicha Legislatura el 2.° y 3.er Períodos 
En el PRI estatal, líder de la juventud revolucionaria, Presidente del Comité Directivo Estatal. En el PRI nacional Secretario de Acción Electoral, Secretario de Organización, Secretario de Asuntos Internacionales, Oficial Mayor, Secretario General, Presidente del Comité Ejecutivo Nacional, Titular de la Comisión de Procesos Internos y Delegado en múltiples Estados. 
Subsecretario de Organización, Subsecretario de Asuntos Agrarios y Secretario de la Reforma Agraria. Subsecretario de Asuntos Jurídicos y Asociaciones Religiosas de la Secretaría de Gobernación. Embajador de México en Israel 1993-1996.
Falleció el 3 de diciembre de 2011 en la Ciudad de México a causa de un infarto.